# Eugène Gibiat
Eugène Gibiat, né le 10 avril 1815 à Carves (Dordogne) et mort le 7 mai 1885 à Paris, est un homme d'affaires, homme politique et patron de presse français.

## Biographie
Né le 10 avril 1815, Charles-Eugène Gibiat est le fils de Mathieu Gibiat, avocat, et appartient à une famille nombreuse de la petite bourgeoisie.
Après ses études, commencées à Grenoble et achevées à Nantes, il dirige une entreprise de messageries à Périgueux, d'abord en tant qu'associé de la maison Pénicaud de Bordeaux. Par la suite, il diversifie ses activités en investissant dans de nombreuses entreprises industrielles et commerciales. Maître de forges aux Eyzies, où il possède une usine métallurgique, il acquiert plusieurs châteaux, dont celui de Redon à Granges-d'Ans.
Maire d'Église-Neuve-de-Vergt, Gibiat est également conseiller général de la Dordogne pour le canton de Belvès dès le début du Second Empire. 
En 1853, il contribue à lancer la compagnie du chemin de fer du Grand-Central. Il est également l'un des administrateurs de la compagnie des chemins de fer du Dauphiné et, à partir de 1868, de la celle de la Vendée. Il a également participé à la création du « chemin de fer américain » entre Paris et Versailles.
Marié à Éléonore Gibeaud, Gibiat est devenu veuf en 1857. Le 14 novembre 1864, il épouse en secondes noces Marie-Amélie Debrégeas-Laurenie, veuve d’Émile Johnston et mère de Jeanne-Marie Johnston, née en 1849. En 1872, cette dernière devient l'épouse d'Albert de Loqueyssie, neveu du député Adrien Prax-Paris et de l'ingénieur Auguste Forestier.

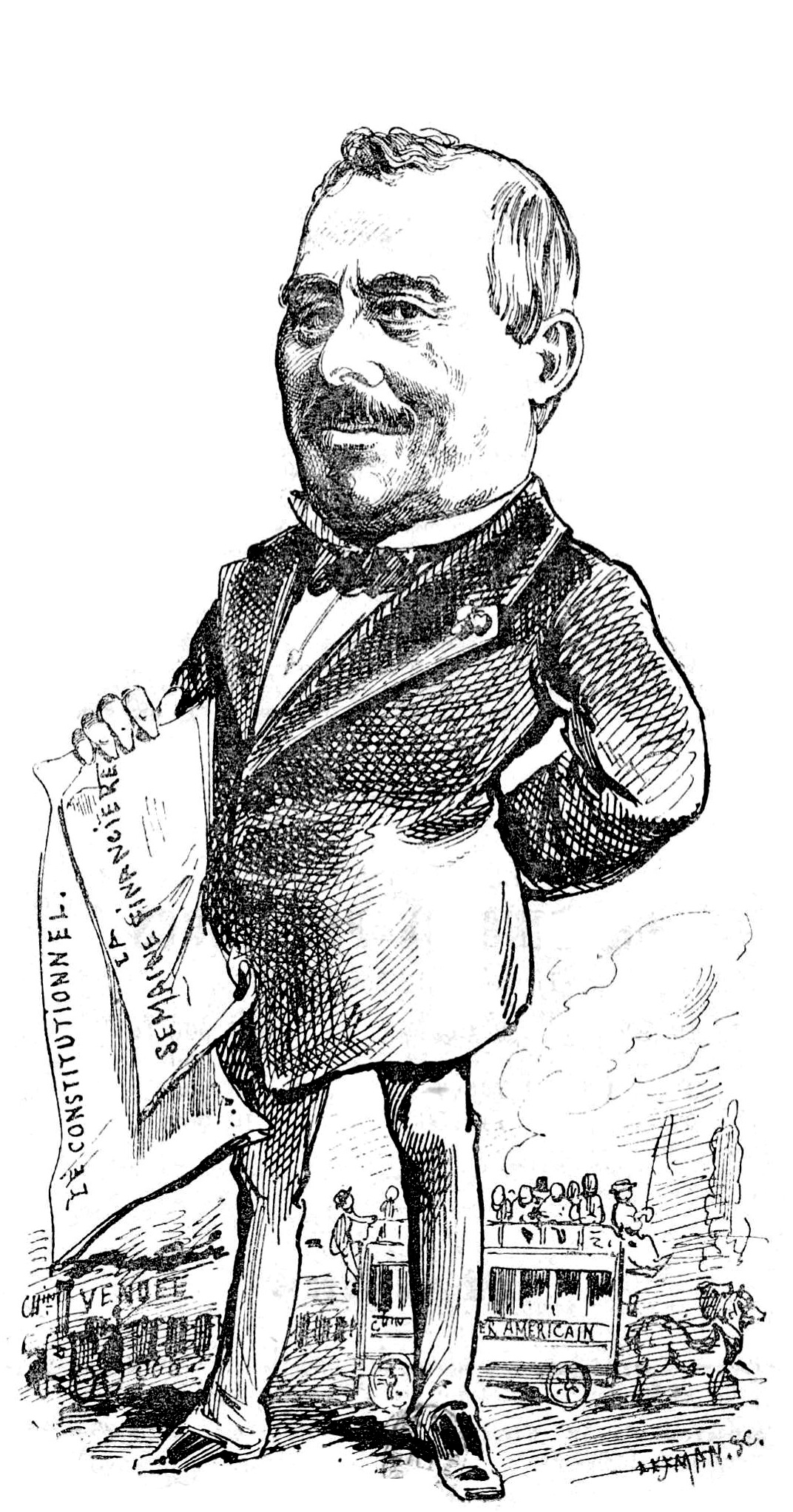
Caricature de Gibiat par Pépin (Comic-Finance, 13 février 1873)

Eugène Gibiat est surtout connu en tant que patron de presse. Cogérant du Constitutionnel entre 1863 et 1865, il en prend la direction le 1er mars 1868. Redevenu sagement pro-gouvernemental après son rachat par Jules Mirès, qui l'avait rattaché à une société exploitant également Le Pays, ce vieux journal conservateur change d'orientation politique sous l'influence de son nouveau directeur. Gibiat est en effet un bonapartiste libéral.
À ce titre, il se présente à plusieurs reprises contre les candidats officiels dans la 4e circonscription de la Dordogne (Sarlat). Il tente ainsi de concurrencer Timoléon Taillefer en 1857 et en 1863 puis Alexandre Dupont de Bosredon en 1868 et en 1869. Ces tentatives se soldent par des échecs comme, plus tard, sa candidature au Sénat de la Troisième République.
Associé à Émile de Girardin (fondateur de la Presse et directeur de la Liberté) et à Charles Jenty (directeur de la France) pour l'exploitation de la Semaine financière, Gibiat fonde avec eux l'Union parisienne de la presse afin d'assurer la victoire des candidats conservateurs et modérés aux élections législatives partielles de juillet 1871 et aux élections municipales du même mois. Au sommet de sa puissance médiatique et de son influence, le même « triumvirat » acquiert le Petit Journal en 1873. À la même époque, Gibiat possède également une feuille locale, Le Périgord.
Atteint depuis plusieurs jours d'une affection de poitrine, Eugène Gibiat meurt à son domicile parisien du no 210 de la rue de Rivoli le 7 mai 1885. Après les obsèques, célébrées le surlendemain à Saint-Roch en présence de nombreuses personnalités, le corps du défunt est envoyé au château de Redon pour y être inhumé. Eugène Gibiat était chevalier de la Légion d'honneur (par décret du 15 août 1864).